# Hotel Gran Chimú
El Hotel Gran Chimú, también llamado Hotel de Turistas de Chimbote, es un hotel en la ciudad de Chimbote en el Perú. Se encuentra ubicado en el distrito de Chimbote, provincia del Santa, región Áncash. Se encuentra ubicado en la esquina de la avenida José Gálvez y el malecón Grau.
El 13 de marzo de 2017 fue declarado Patrimonio Cultural de la Nación por el estado peruano a través de la Resolución Viceministerial n.º 025-2017-VMPCIC del Ministerio de Cultura.

## Historia
Fue construido por la Corporación Peruana del Santa. La construcción se inició en el año 1945 y se terminó en 1948.
La Corporación Peruana del Santa manejó el Hotel Gran Chimú hasta el año 1974 cuando por resolución suprema n.º 103-74-VI-DE del gobierno militar del general Juan Velasco Alvarado pasó a ser manejado por la Empresa Nacional de Turismo.